# Rogalin (województwo lubelskie)
Rogalin – wieś (do 31 grudnia 2002 kolonia) w Polsce położona w województwie lubelskim, w powiecie hrubieszowskim, w gminie Horodło.
| SIMC    | Nazwa   | Rodzaj    |
| ------- | ------- | --------- |
| 0888971 | Starzeń | część wsi |

W latach 1975–1998 miejscowość położona była w województwie zamojskim. Od 1 stycznia 2003 roku ówczesna kolonia Rogalin stała się wsią, a jej częścią stała się ówczesna kolonia Starzeń.
Wieś stanowi sołectwo gminy Horodło. W 2006 r. wieś zamieszkiwało 410 osób. Według Narodowego Spisu Powszechnego z roku 2011 wieś liczyła 398 mieszkańców i była czwartą co do liczby ludności miejscowością gminy.
Wierni Kościoła rzymskokatolickiego należą do parafii Narodzenia Najświętszej Maryi Panny w Strzyżowie.